# STS-112

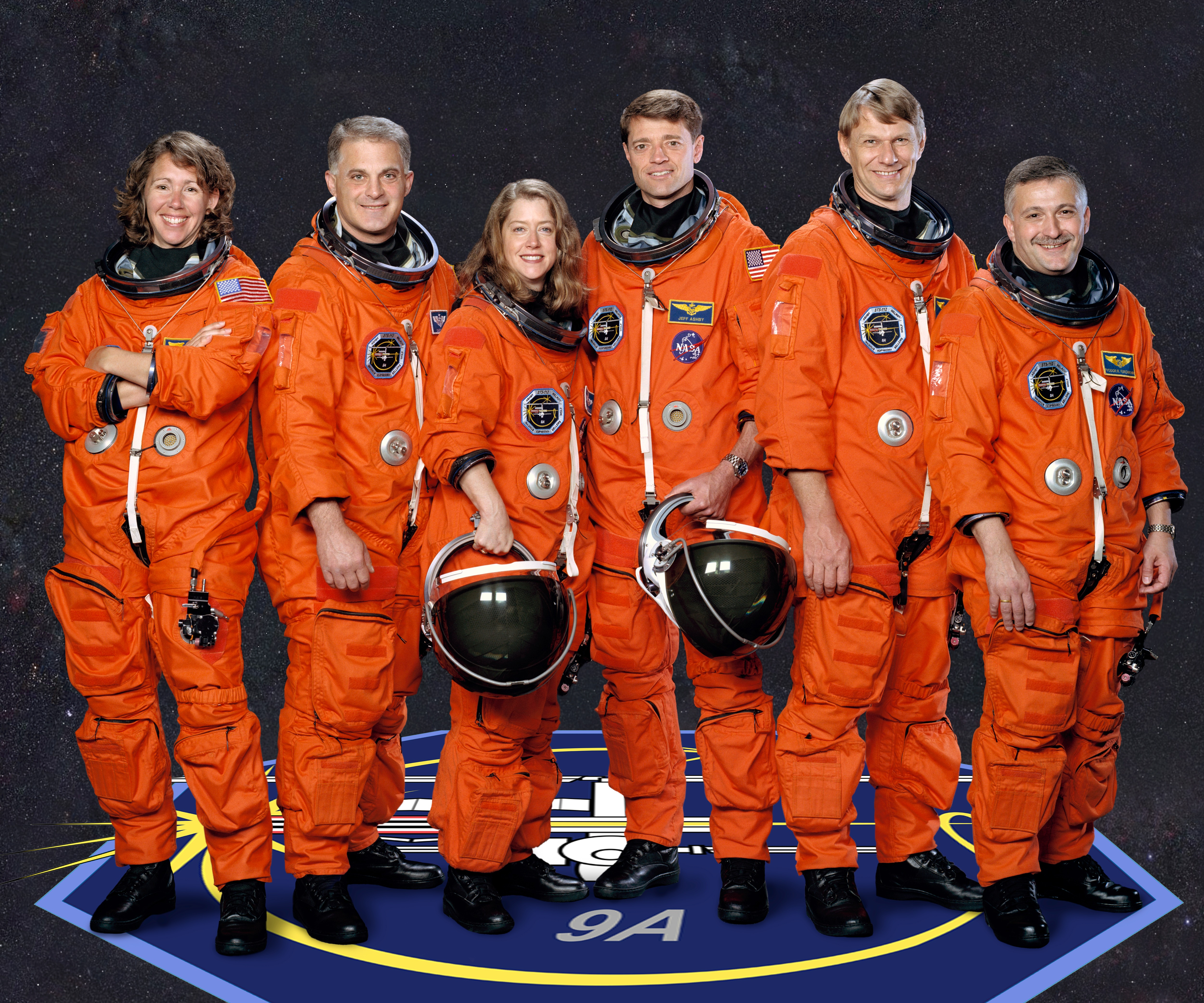
Екіпаж STS-112: (зліва направо): Магнус, Вулф, Мелрой, Ешбі, Селлерс, Юрчихин

STS-112 — космічний політ БТКК «Атлантіс» за програмою «Космічний човник» (111-й політ програми і 26-й політ Атлантіса) метою якого були доставка на Міжнародну космічну станцію (МКС) секції S1 Основної ферми, наукової апаратури і вантажів. Атлантіс стартував 7 жовтня 2002 а з Космічного центру Кеннеді в штаті Флорида.

## Екіпаж
- (НАСА) Джеффрі Ешбі (3)[1] — командир;
- (НАСА) Памела Мелрой (2) — пілот;
- (НАСА) Дейвід Вулф (3) — фахівець польоту−1;
- (НАСА) Сандра Магнус (1) — фахівець польоту−2 бортінженер.
- (НАСА) Пірс Селлерс (1) — фахівець польоту−3;
- (Роскосмос) Федір Юрчихін (1) — фахівець польоту−4.

## Параметри польоту
- Маса апарата

При старті — 116535 кг;
При посадці — 91388 кг;
- Вантажопідйомність  — 12572 кг;
- Нахил орбіти  — 51,6 °;
- Період обертання  — 91,3 хв;
- Перигей  — 273 км;
- Апогей  — 405 км.

## Виходи в космос
Всі виходи у відкритий космос і позакорабельну діяльність виконали космонавти Дейвідом Вулфом і Пірсом Селлерсом.
- 10 жовтня з 15:21 до 22:22 (UTC), тривалість 7 годин 01 хвилина — підключення шин живлення і даних секції S1 до секції S0, зняття стартових кріплень балки радіатора і візка CETA-A, розгортання антени S-діапазону SASA.
- 12 жовтня з 14:31 до 20:35 (UTC), тривалість 6 годин 04 хвилини — установка пристроїв SPD на гідророз'ємах QD, стиковка гідромагістралей, провідних до баків аміаку на секції S1, продовження зняття стартових кріплень балки радіатора і візка CETA-A.
- 14 жовтня з 14:08 до 20:44 (UTC), тривалість 6 годин 36 хвилин — відновлення працездатності блоку роз'ємів IUA мобільного транспортера, встановлення перемичок між аміачними контурами S0 і S1, установка пристроїв SPD (закінчення).

## Галерея

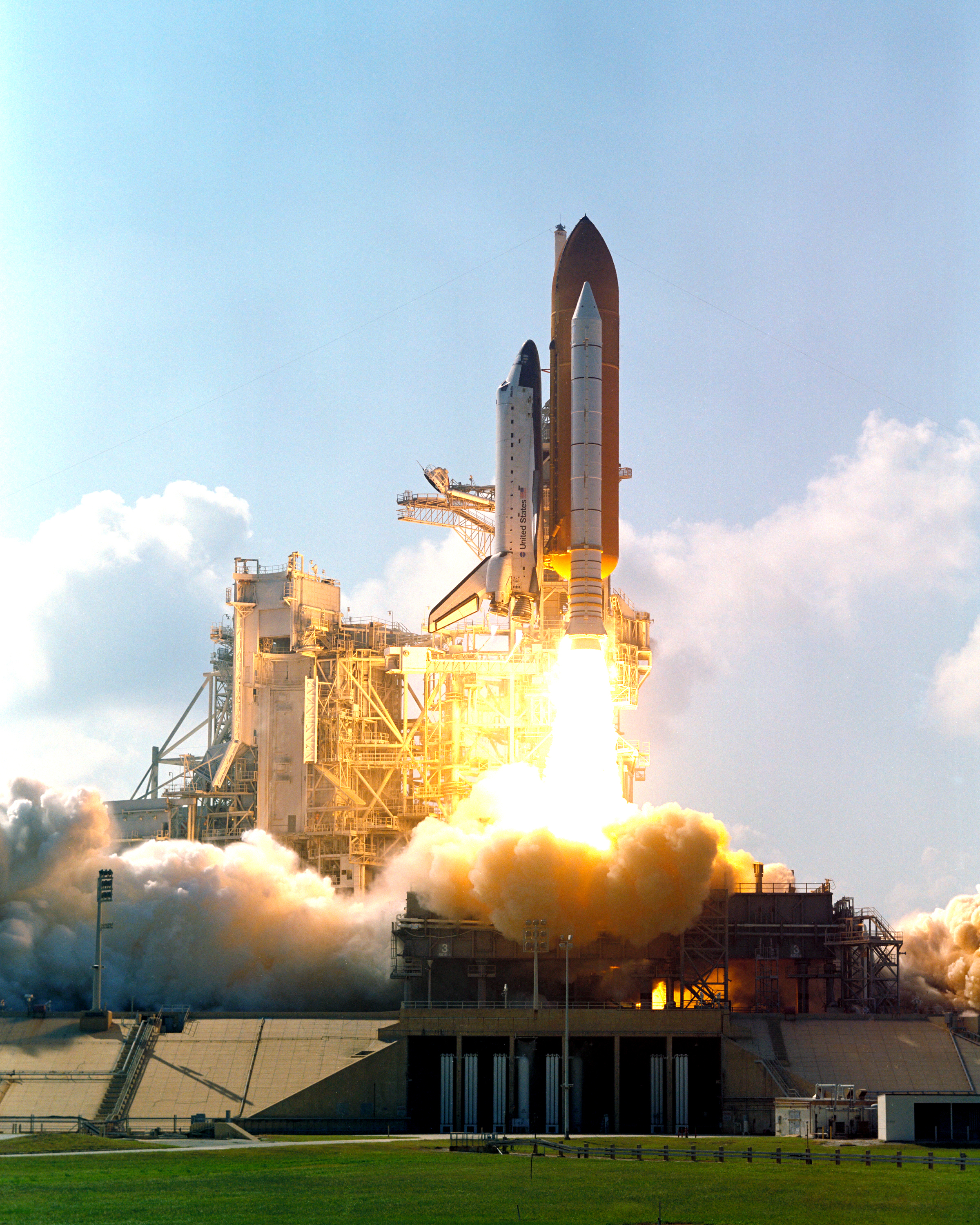
Старт шатла «Атлантіса»
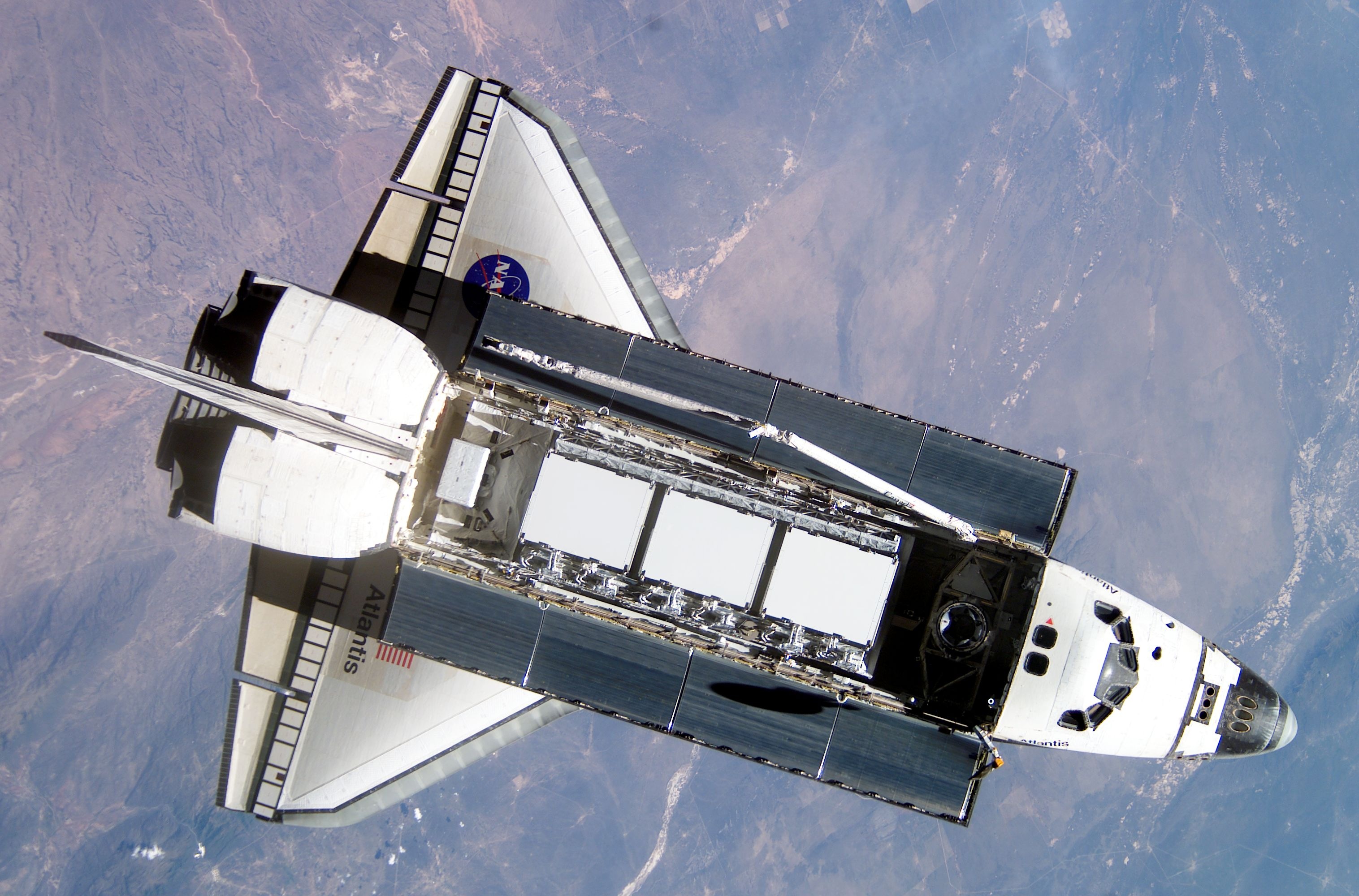
«Атлантіс» наближається до МКС.
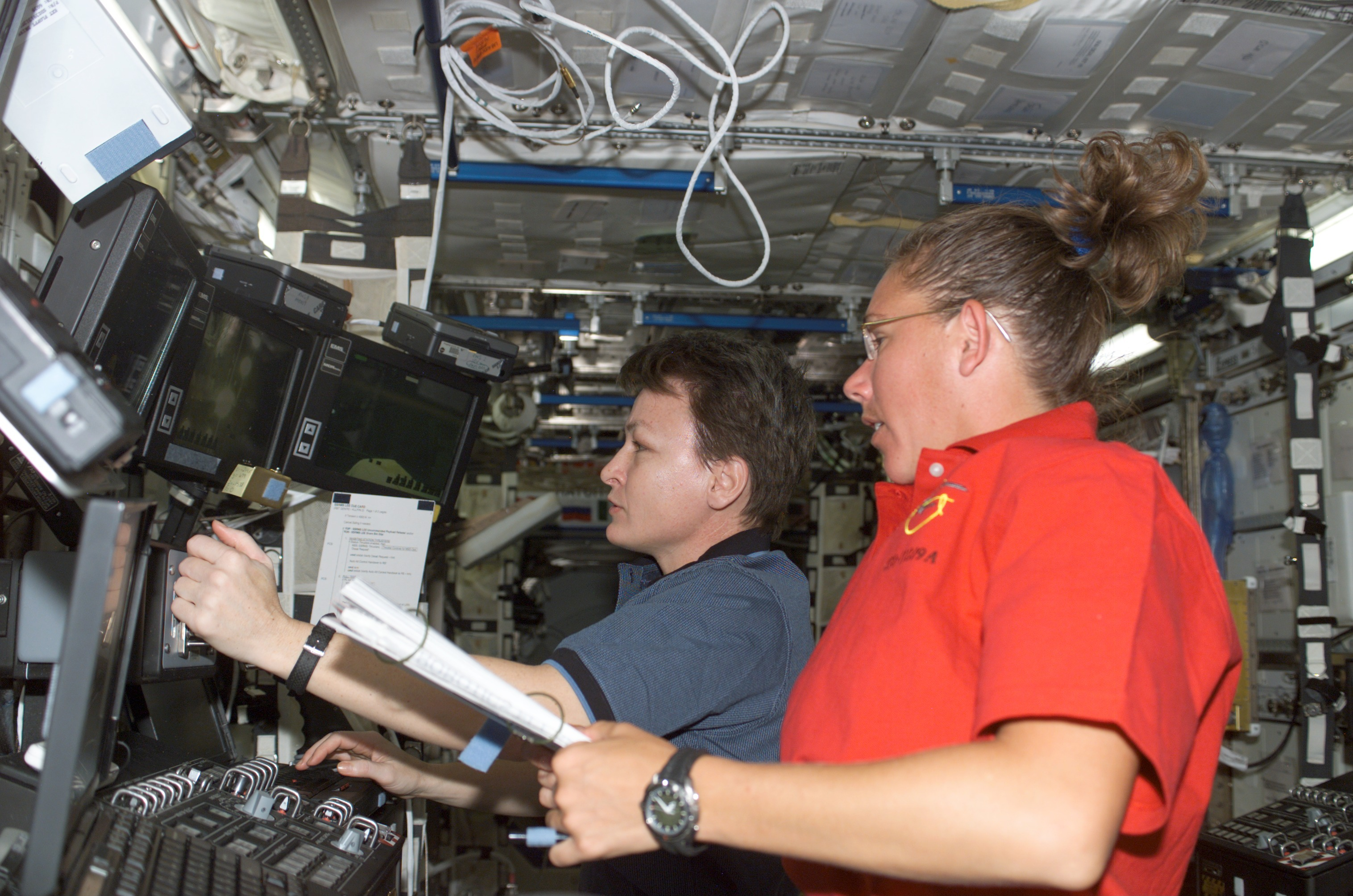
Уїтсон і Магнус працюють всередині лабораторії Дестіні для переміщення ферми «S1»
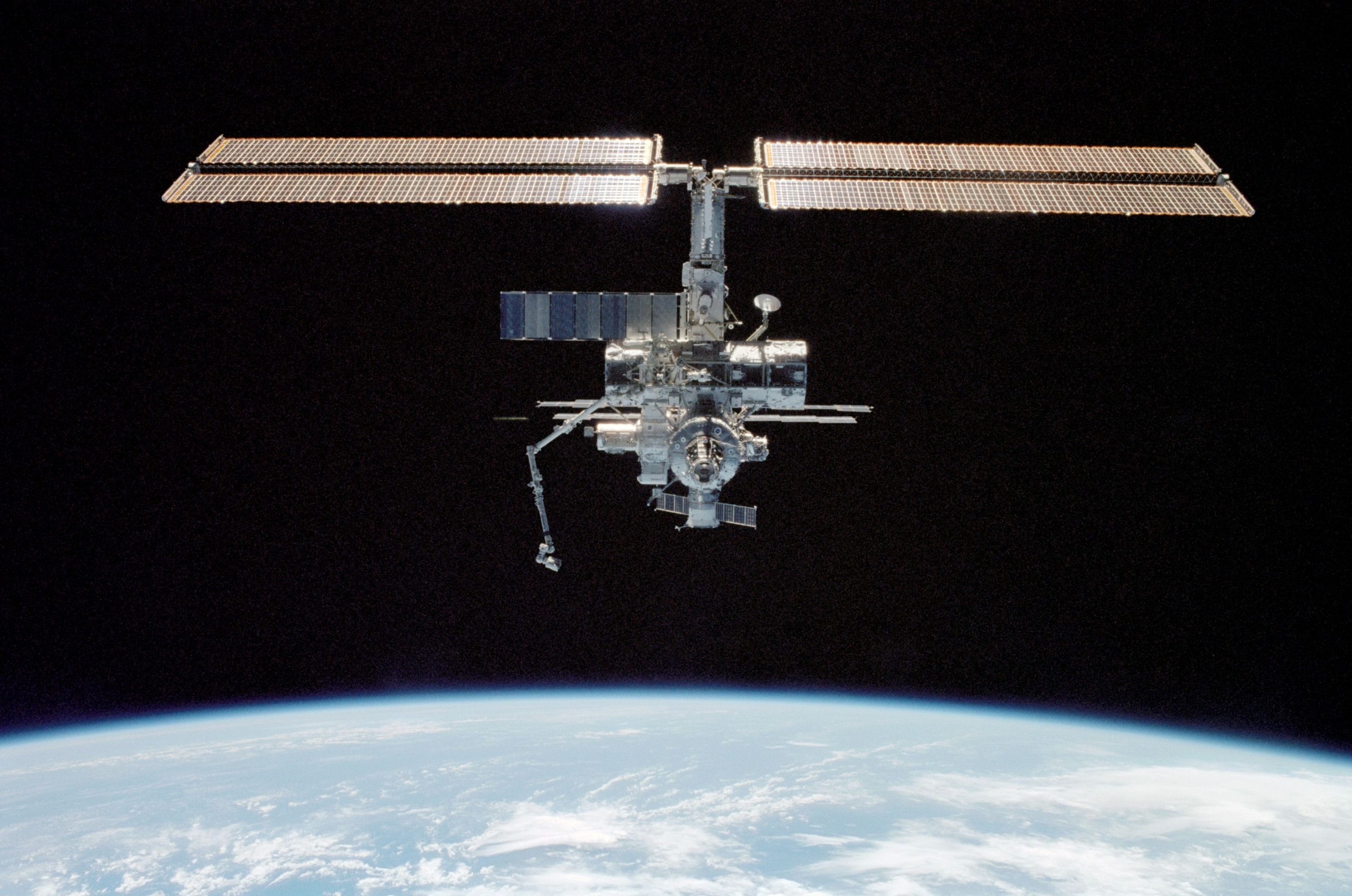
Космічна станція, сфотографована членом екіпажу STS-112
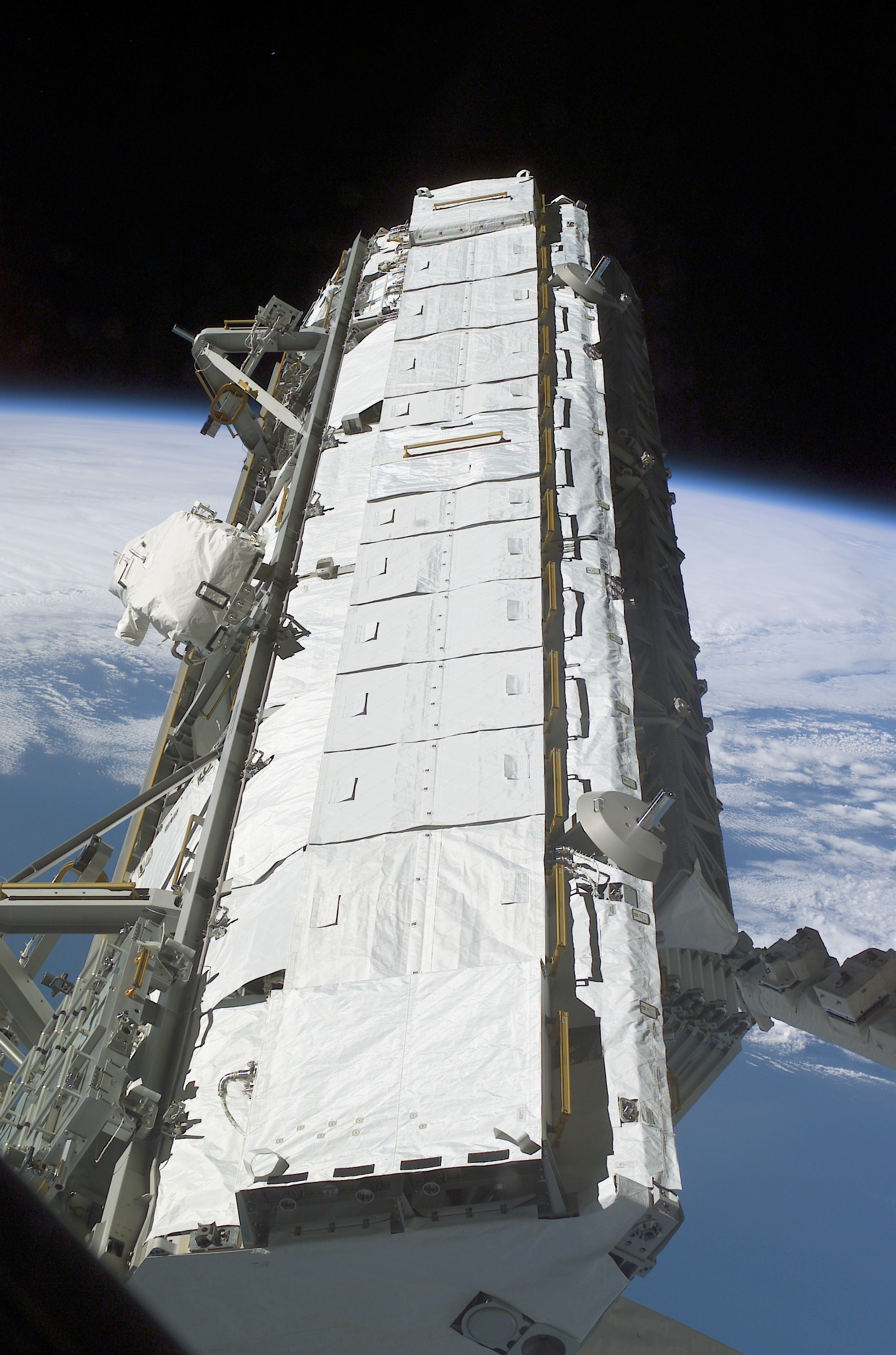
Ферма переміщується з вантажного відсіку «Атлантіса»
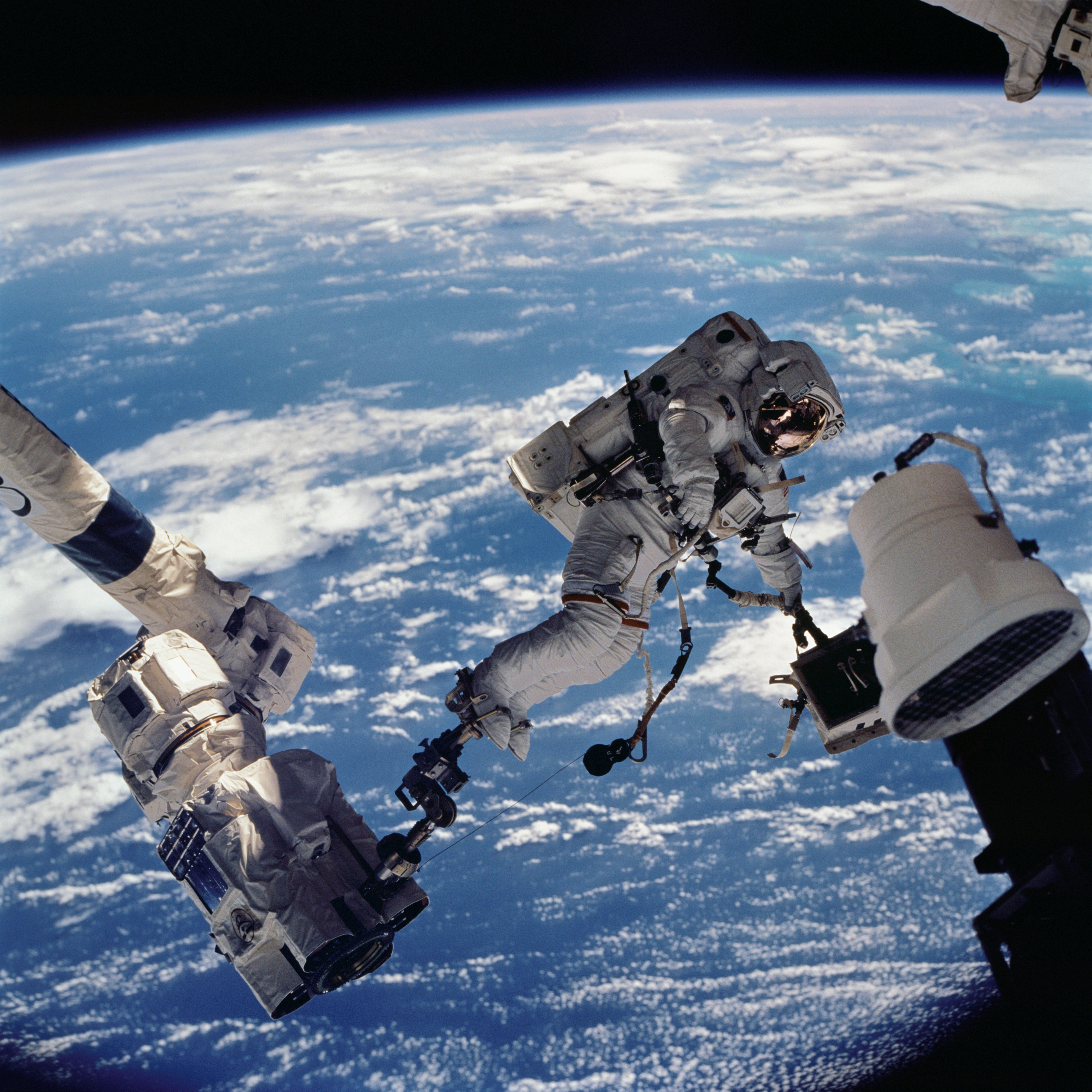
Девід Вулф переміщує підвісну надірну зовнішню камеру S1 під час виходу у відкритий космос
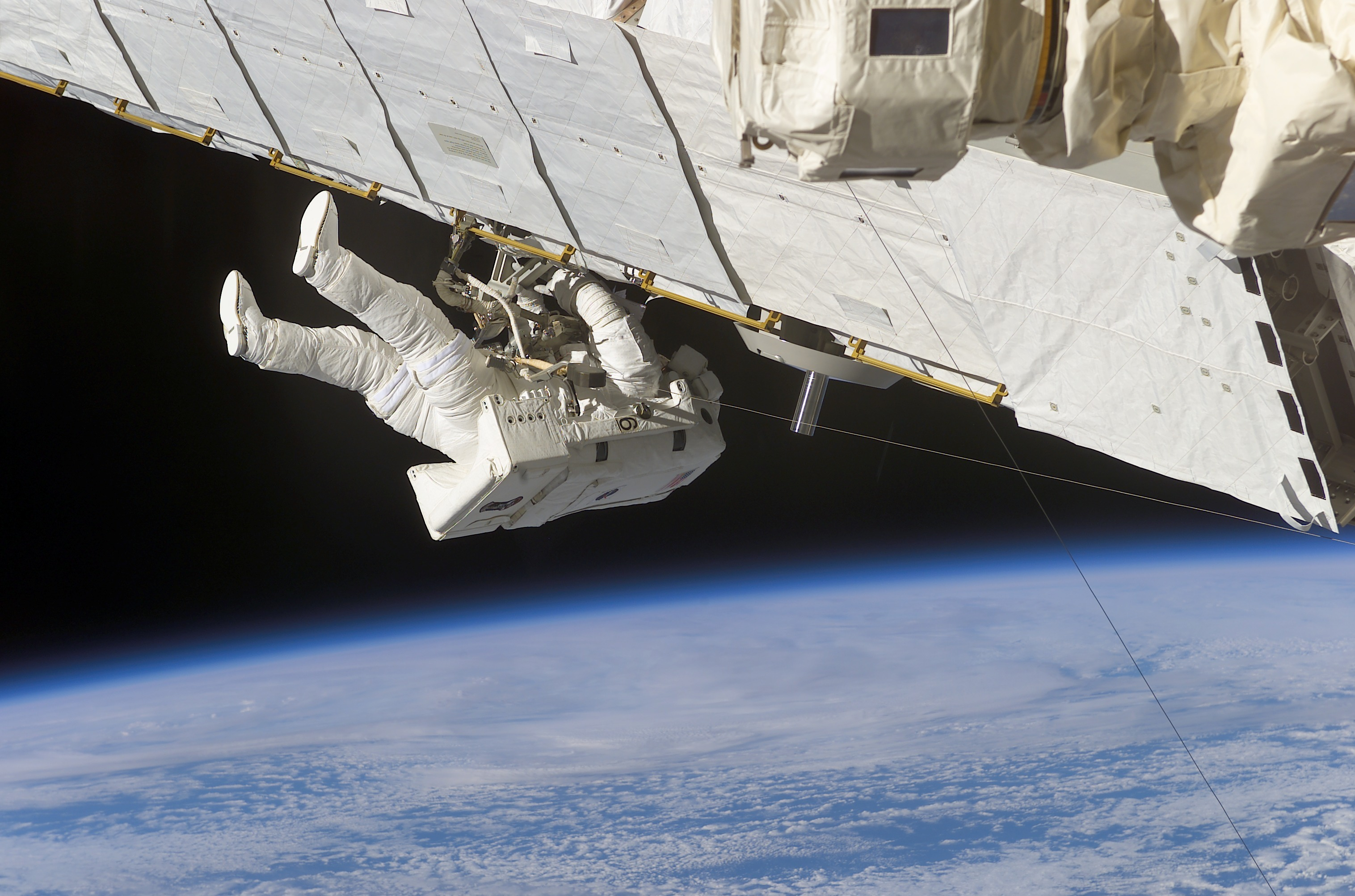
Пірс Селлерс працює на фермі «S1»
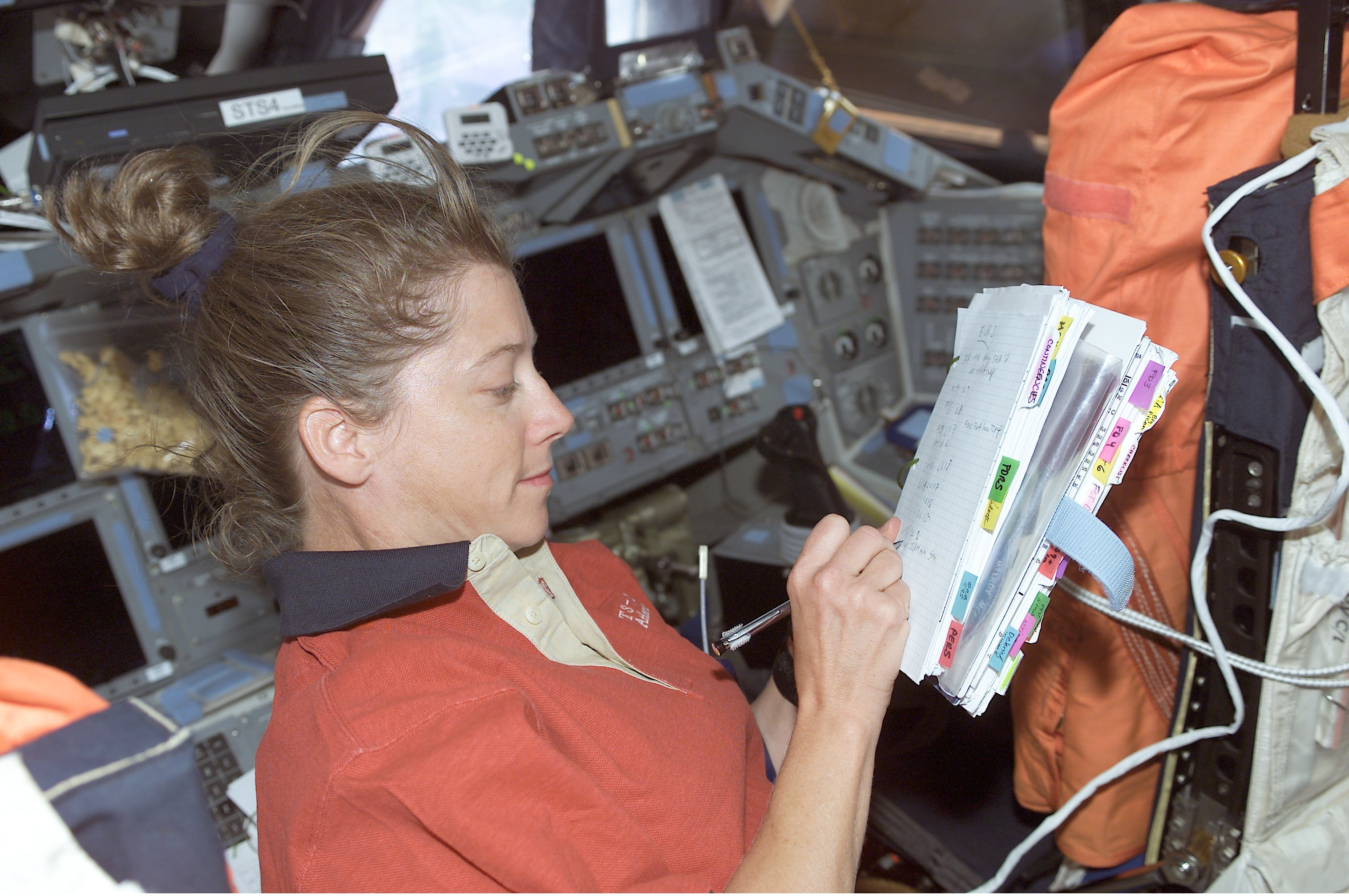
Памела Мелрой дивиться на контрольний перелік на палубі «Атлантіса»
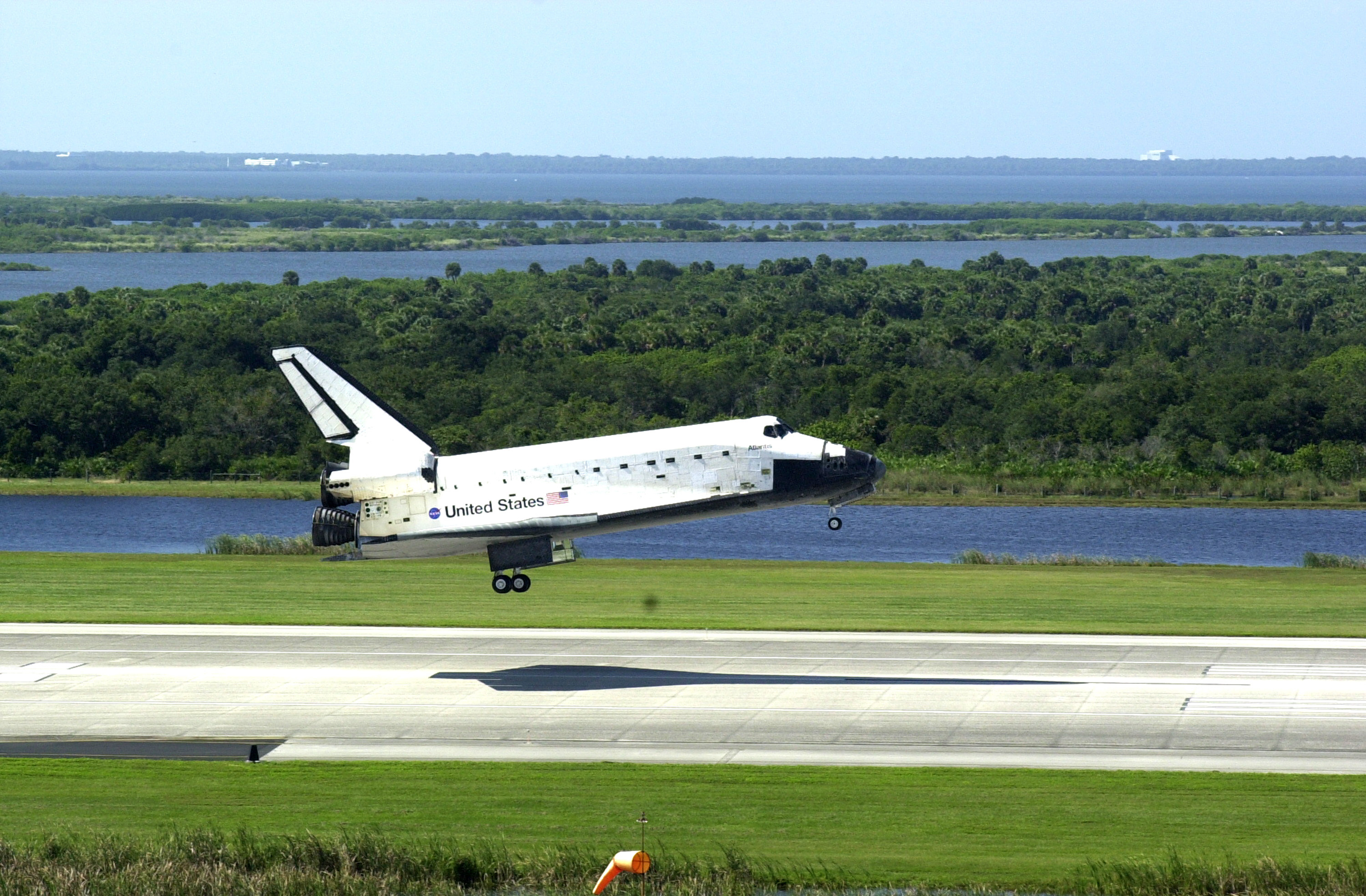
STS-112 приземляється посадковій смузі 18 жовтня 2002